# Lautersee
De Lautersee is een klein bergmeer ten westen van Mittenwald in Oberbayern (Duitsland). Het meer ligt op een hoogte van 1013 meter. Het heeft een oppervlakte van 0,146 km2 en is maximaal 18,6 meter diep.